# Laïcisation des écoles communales

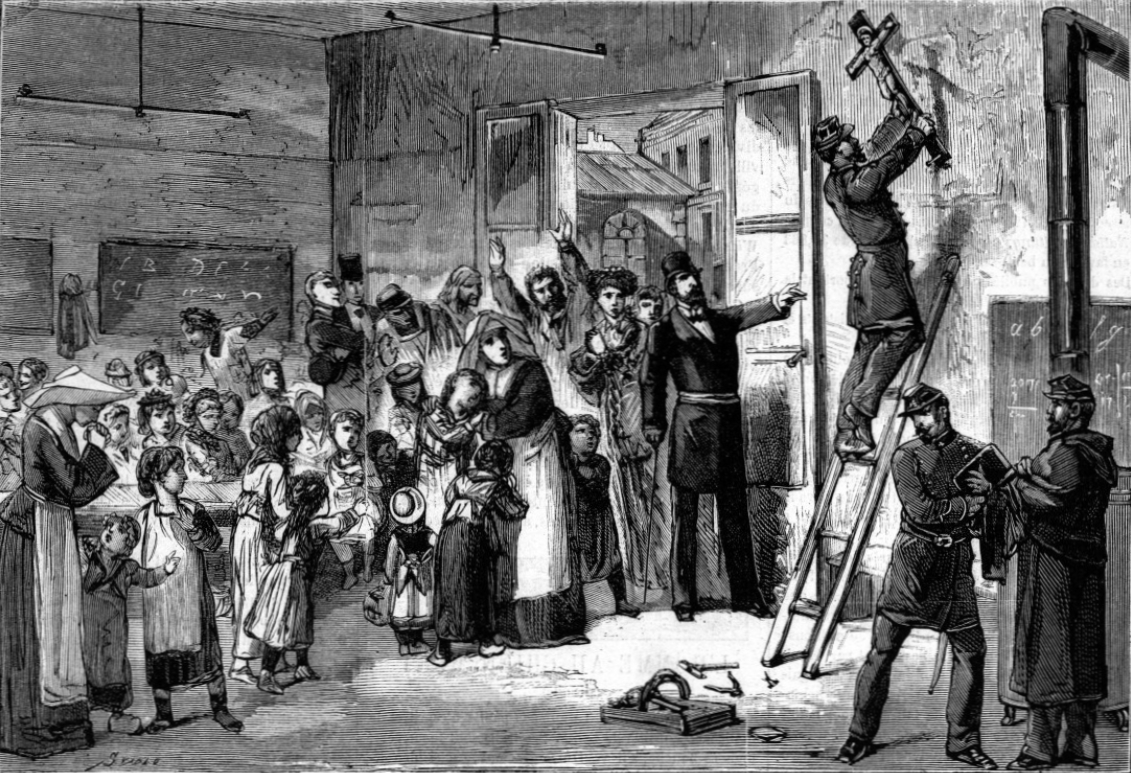
Enlèvement des crucifix dans une école communale de Paris, le 20 février 1881.

La laïcisation des écoles communales est un processus d'éviction des congrégations religieuses françaises des écoles communales dont elles avaient traditionnellement la charge. 
Ce mouvement se produit localement de 1870 à 1882, jusqu'à ce que la loi Jules Ferry légifère au niveau national.